# Cladiella similis
Cladiella similis is een zachte koraalsoort uit de familie Alcyoniidae. De koraalsoort komt uit het geslacht Cladiella. Cladiella similis werd in 1944 voor het eerst wetenschappelijk beschreven door Tixier-Durivault. 